# Rehab (singel Rihanny)
Rehab (pl. Odwyk) – piosenka pop stworzona przez Justina Timberlake’a, Timothy’ego Mosleya i Hannon Lane na trzeci album studyjny Rihanny, Good Girl Gone Bad (2007). Wyprodukowany przez Timbalanda, utwór wydany został jako ósmy, finalny singel promujący krążek Good Girl Gone Bad dnia 7 października 2008. 23 listopada 2008 Rihanna wystąpiła na American Music Awards 2008 śpiewając tę piosenkę.

## Informacje o singlu
Utwór wydany został jako ósmy singel z albumu Good Girl Gone Bad 7 października 2008. Jest to finalna kompozycja prezentująca trzeci album studyjny wokalistki.

## Teledysk
Na początku klipu Timberlake jedzie motocyklem na pustynię, gdzie jest ubrana na zielono Rihanna. Justin podchodzi do Robyn i kładzie ją na czerwonym oldschoolowym samochodzie. Justin myje się też pod prysznicem ubrany w czarny podkoszulek i jeansy. Co jakiś czas ukazane są momenty jak para się przytula, czy jak widać ich twarze z profilu. Teledysk został wyreżyserowany przez Anthony’ego Mendlera, jego premiera odbyła się 17 listopada 2008 na stacji telewizyjnej MTV.

## Formaty i lista utworów
iTunes Single
1. „Rehab” (Main version) – 4:54
2. „Rehab” (Instrumental) – 4:54

UK iTunes Single
1. „Rehab” (Live version) – 4:46
2. „Rehab” (Music video) – 4:45

Promotional CD
1. „Rehab” (Main version) – 4:54
2. „Rehab” (Radio edit) – 4:05
3. „Rehab” (Instrumental) – 4:54

## Pozycje na listach
| Listy (2008-09)                               | Najwyższa pozycja |
| --------------------------------------------- | ----------------- |
| Australia (ARIA)                              | 26                |
| Austria (Ö3 Austria Top 40)                   | 9                 |
| Belgia (Ultratop Flandria)                    | 14                |
| Belgia (Ultratop Walonia)                     | 6                 |
| Bułgaria (Singles Top 40)                     | 3                 |
| Czechy (IFPI)                                 | 25                |
| Dania (Tracklisten)                           | 16                |
| European Hot 100 Singles                      | 13                |
| Holandia (Dutch Top 40)                       | 3                 |
| Irlandia (IRMA)                               | 22                |
| Kanada (Canadian Hot 100)                     | 19                |
| Niemcy (Media Control Charts)                 | 11                |
| Norwegia (VG-Lista)                           | 4                 |
| Nowa Zelandia (RIANZ)                         | 12                |
| Portugalia (Singles Top 50)                   | 53                |
| Słowacja (IFPI)                               | 8                 |
| Stany Zjednoczone (Billboard Hot 100)         | 18                |
| Stany Zjednoczone (Hot R&B/Hip-Hop Songs)     | 52                |
| Stany Zjednoczone (Pop Songs)                 | 19                |
| Świat (World Singles Top 40)                  | 20                |
| Szwecja (Sverigetopplistan)                   | 28                |
| Szwajcaria (Media Control AG)                 | 13                |
| Węgry (Rádiós Top 40)                         | 21                |
| Wielka Brytania (The Official Charts Company) | 16                |
| Włochy (FIMI)                                 | 21                |

| Listy (2009)                                  | Najwyższa pozycja |
| --------------------------------------------- | ----------------- |
| Austria (Ö3 Austria Top 40)                   | 74                |
| European Hot 100 Singles                      | 93                |
| Holandia (Dutch Top 40)                       | 44                |
| Kanada (Canadian Hot 100)                     | 89                |
| Szwajcaria (Media Control AG)                 | 65                |
| Węgry (Rádiós Top 40)                         | 89                |
| Wielka Brytania (The Official Charts Company) | 139               |

| Państwo       | Status |
| ------------- | ------ |
| Nowa Zelandia | Złoto  |